# بيير غروندين
بيير غروندين هو جراح كندي، ولد في 18 أغسطس 1925 في مدينة كيبك في كندا، وتوفي في 17 يناير 2006.